# ليه هاو
ليه هاو (بالإنجليزية: Les Howe)‏ (5 مارس 1912 في المملكة المتحدة - 23 فبراير 1999 في المملكة المتحدة) هو لاعب كرة قدم بريطاني (وحمل سابقاً جنسية المملكة المتحدة لبريطانيا العظمى وأيرلندا) في مركز الوسط. لعب مع توتنهام هوتسبير وإنفيلد تاون وNorthfleet United F.C. ‏.